# 2008-as Firestone Indy 200
A 2008-as Firestone Indy 200 a nyolcadik verseny a 2008-as IndyCar Series szezonban, a versenyt 2008. július 12-én rendezték meg a Nashville Superspeedway-en. A versenyt az esőzések miatt idő előtt a 171. körben leintették.  Ez volt a nyolcadik, egyben az utolsó verseny ezen a pályán. A versenyt Scott Dixon nyerte Dan Wheldon előtt.

## Rajtfelállás
| Rajtsor | Belső ív | Belső ív          | Külső ív | Külső ív         |
| ------- | -------- | ----------------- | -------- | ---------------- |
| 1       | 3        | Hélio Castroneves | 7        | Danica Patrick   |
| 2       | 27       | Hideki Mutoh      | 17       | Ryan Hunter-Reay |
| 3       | 9        | Scott Dixon       | 10       | Dan Wheldon      |
| 4       | 11       | Tony Kanaan       | 20       | Ed Carpenter     |
| 5       | 6        | Ryan Briscoe      | 06       | Graham Rahal     |
| 6       | 26       | Marco Andretti    | 15       | Buddy Rice       |
| 7       | 02       | Justin Wilson     | 8        | Will Power       |
| 8       | 4        | Vitor Meira       | 23       | Milka Duno       |
| 9       | 5        | Oriol Servià      | 14       | Darren Manning   |
| 10      | 36       | Enrique Bernoldi  | 19       | Mario Moraes     |
| 11      | 25       | Marty Roth        | 18       | Bruno Junqueira  |
| 12      | 34       | Jaime Camara      | 2        | A. J. Foyt IV    |

## Futam
| Pozíció                                             | #  | Versenyző         | Csapat                     | Futott kör | Idő/Kiesés oka | Rajthely | Élen | Pont |
| --------------------------------------------------- | -- | ----------------- | -------------------------- | ---------- | -------------- | -------- | ---- | ---- |
| 1.                                                  | 9  | Scott Dixon       | Target Chip Ganassi        | 171        | 1:30:04.6499   | 5        | 53   | 50   |
| 2.                                                  | 10 | Dan Wheldon       | Target Chip Ganassi        | 171        | +1.0680        | 6        | 0    | 40   |
| 3.                                                  | 3  | Hélio Castroneves | Team Penske                | 171        | +4.1054        | 1        | 54   | 35   |
| 4.                                                  | 11 | Tony Kanaan       | Andretti Green Racing      | 171        | +6.4612        | 7        | 59   | 32+3 |
| 5.                                                  | 7  | Danica Patrick    | Andretti Green Racing      | 171        | +7.8301        | 2        | 0    | 30   |
| 6.                                                  | 4  | Vitor Meira       | Panther Racing             | 171        | +9.5615        | 15       | 0    | 28   |
| 7.                                                  | 15 | Buddy Rice        | Dreyer & Reinbold Racing   | 171        | +13.2509       | 12       | 0    | 26   |
| 8.                                                  | 20 | Ed Carpenter      | Vision Racing              | 171        | +16.0567       | 8        | 0    | 24   |
| 9.                                                  | 14 | Darren Manning    | A. J. Foyt Enterprises     | 171        | +24.9236       | 18       | 0    | 22   |
| 10.                                                 | 19 | Mario Moraes (R)  | Dale Coyne Racing          | 170        | +1 Kör         | 20       | 0    | 20   |
| 11.                                                 | 8  | Will Power (R)    | KV Racing                  | 170        | +1 Kör         | 14       | 0    | 19   |
| 12.                                                 | 06 | Graham Rahal      | Newman/Haas/Lanigan Racing | 170        | +1 Kör         | 10       | 0    | 18   |
| 13.                                                 | 25 | Marty Roth        | Roth Racing                | 170        | +1 Kör         | 21       | 0    | 17   |
| 14.                                                 | 27 | Hideki Mutoh (R)  | Andretti Green Racing      | 169        | +2 Kör         | 3        | 0    | 19   |
| 15.                                                 | 18 | Bruno Junqueira   | Dale Coyne Racing          | 169        | +2 Kör         | 22       | 0    | 15   |
| 16.                                                 | 5  | Oriol Servià (R)  | KV Racing                  | 169        | +2 Kör         | 17       | 5    | 14   |
| 17.                                                 | 23 | Milka Duno        | Dreyer & Reinbold Racing   | 168        | +3 Kör         | 16       | 0    | 13   |
| 18.                                                 | 02 | Justin Wilson (R) | Newman/Haas/Lanigan Racing | 143        | +28 Kör        | 13       | 0    | 12   |
| 19.                                                 | 17 | Ryan Hunter-Reay  | Rahal Letterman Racing     | 99         | Vezetői hiba   | 4        | 0    | 12   |
| 20.                                                 | 36 | Enrique Bernoldi  | Conquest Racing            | 66         | Kiállt         | 19       | 0    | 12   |
| 21.                                                 | 34 | Jaime Camara (R)  | Conquest Racing            | 50         | Kiállt         | 23       | 0    | 12   |
| 22.                                                 | 2  | A. J. Foyt IV     | Vision Racing              | 45         | Kiállt         | 24       | 0    | 12   |
| 23.                                                 | 6  | Ryan Briscoe      | Team Penske                | 3          | Műszaki hiba   | 9        | 0    | 12   |
| 24.                                                 | 26 | Marco Andretti    | Andretti Green Racing      | 2          | Kiállt         | 11       | 0    | 12   |
| Átlagsebesség: 148.072 mph (238.299 km/h)           |    |                   |                            |            |                |          |      |      |
| Változások az élen: 5 alkalommal 4 versenyző között |    |                   |                            |            |                |          |      |      |